# 교향시
교향시(symphonic poem 또는 tone poem)는 단악장 교향악 악곡으로, 음악외적인 이야기나 묘사를 담고 있는 것이 특징으로 소재는 시, 소설이나 이야기, 회화 등 다양하다. 이 낱말은 프란츠 리스트가 자신의 13개 단악장 교향악곡에 어쩌다가 붙인 이름에서 처음 쓰였다. 이 곡들은 고전적인 의미의 순수한 교향곡이 아니었는데 왜냐하면 이 곡들은 신화와 낭만주의 문학, 당대사, 환상 이야기의 주제를 다루었기 때문이다. 즉 이것은 추상이 아닌 "표제"가 있는 음악인 것이다. 이런 형태는 음악에서 문학, 회화, 극의 요소를 수용하게 된 낭만주의 음악의 직접적인 산물이었다. 19세기 후반기에 교향시는 표제 음악의 중요한 양식으로 자리잡는다.
교향시는 연주회용 서곡과 마찬가지로 단일하거나, (바로크 음악보다는 낭만주의 음악의 의미에서) 모음곡의 일부일 수도 있다. 가령 교향시 〈투오넬라의 백조〉(1895년)는 시벨리우스의 《레민카이넨 모음곡》(Lemminkäinen Suite)의 일부이다. 교향시는 서로 관련된 작품을 모은 곡들의 일부인 경우도 있는데, 베드르지흐 스메타나의 여섯 작품을 모은 《나의 조국》 중 〈블타바〉가 그 예이다. 
음악외적인 요소에 기반을 둔 교향시 작품은 종종 표제 음악이라고도 하는데, 이것은 음악외적 요소를 인정하지 않는 절대 음악과 대비되는 개념이다.

## 같이 보기
- 표제 음악